# أسبوع ذهبي

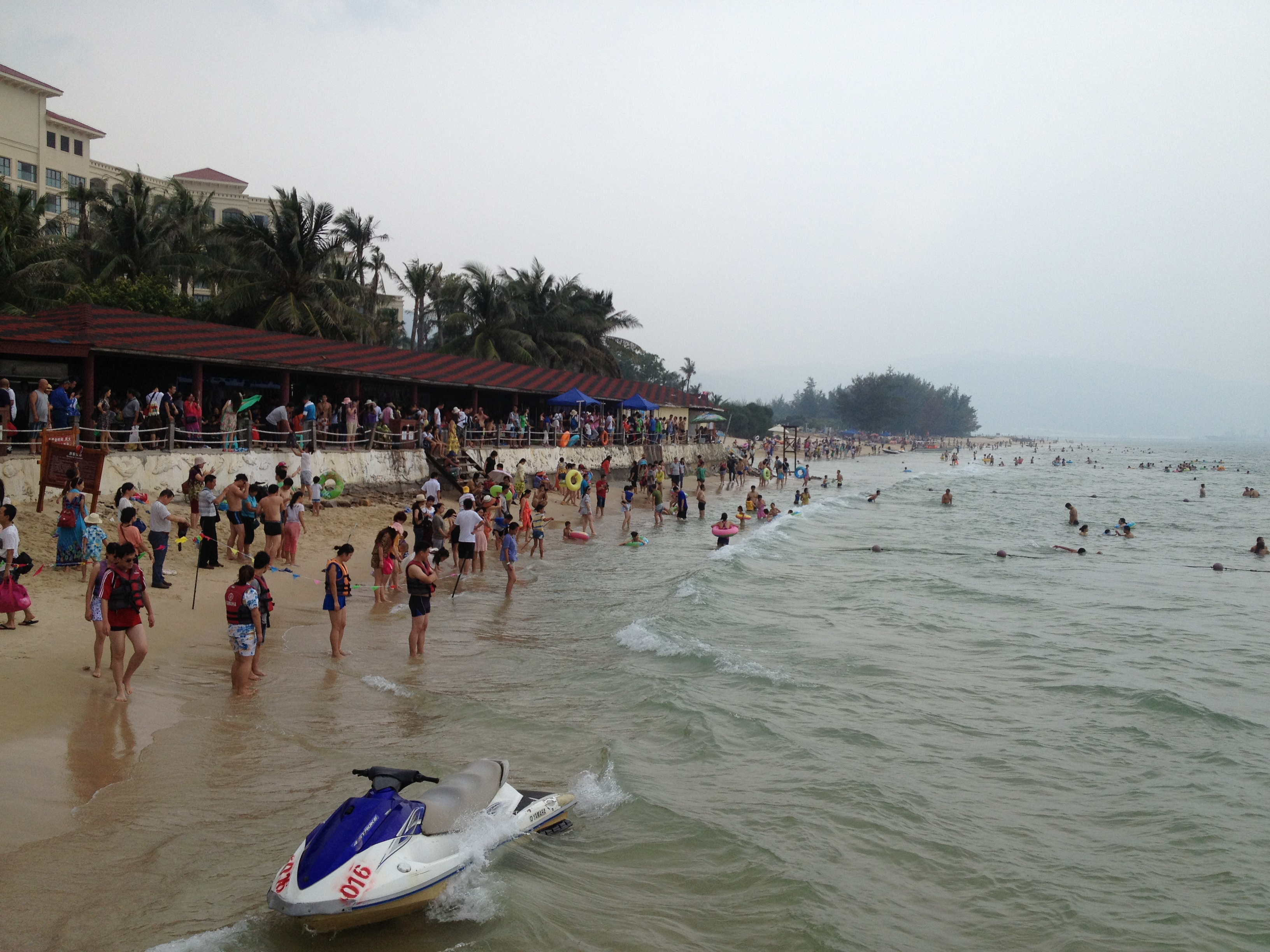
صورة لـ خليج يالونغ والذي أصبح مليئًا بالناس خلال الأسبوع الذهبي لليوم الوطني في أكتوبر 2013

يبدأ الأسبوع الذهبي في الصين من 1 أكتوبر وينتهي في 7 أكتوبر أي من نفس الشهر، يتم فيه إعطاء عطلة رسمية من الإجازة المدفوعة، ويتم إعادة ترتيب عطلات نهاية الأسبوع المتبقية بحيث يكون لدى العمال في الشركات الصينية سبعة أيام متواصلة من العطلة. حيث بدأت الحكومة هذه الأعياد الوطنية لأول مرة في اليوم الوطني للجان المقاومة الشعبية في عام 1999، وهي تهدف في المقام الأول إلى المساعدة في توسيع سوق السياحة المحلية وتحسين المستوى المعيشي للمواطن، وكذلك السماح للناس بزيارات عائلية طويلة. وبالتالي فإن الأسابيع الذهبية هي عبارة عن فترات من نشاط السفر المتزايد إلى حد كبير.

## النقد
في عام 2006، طرح المندوبون في المؤتمر الاستشاري السياسي للشعب الصيني مُقترحات لإلغاء كل من العيد الوطني والأسابيع الذهبية في عيد العمال، بحجة أن العطلات لم تحقق نتائج مهمة في تعزيز الاستهلاك الداخلي، وهو ما كان النية الأصلية لأسابيع العطلات الطويلة هذه.